# 24 ur Spaja
24 ur Spaja je vsakoletna vzdržljivostna avtomobilistična dirka, ki s presledki poteka od leta 1924 v belgijskem mestu Spa in je bila v letih 1953 in 1981 del Svetovnega prvenstva športnih dirkalnikov.

## 14 km dirkališče
| Leto      | Dirkalnik                   | Dirkača (-i)                                        | Razdalja                                | Povp. hitr.                             |
| --------- | --------------------------- | --------------------------------------------------- | --------------------------------------- | --------------------------------------- |
| 1924      | Bignan 2L                   | Henri Springuel Maurice Becquet                     |                                         |                                         |
| 1925      | Chenard-Walcker             | André Lagache René Leonard                          |                                         |                                         |
| 1926      | Peugeot 174S                | André Boillot Louis Rigal                           |                                         |                                         |
| 1927      | Excelsior                   | Robert Sénéchal Nicolas Caerels                     |                                         |                                         |
| 1928      | Alfa Romeo 6C 1500 S        | Boris Ivanowski Attilio Marinoni                    |                                         |                                         |
| 1929      | Alfa Romeo 6C 1750SS        | Robert Benoist Attilio Marinoni                     |                                         |                                         |
| 1930      | Alfa Romeo 6C 1750GS        | Attilio Marinoni Pietro Ghersi                      |                                         |                                         |
| 1931      | Mercedes-Benz SSK           | Dimitri Djordjadze Goffredo Zehender                |                                         |                                         |
| 1932      | Alfa Romeo 8C 2300LM        | Antonio Brivio Eugenio Siena                        |                                         |                                         |
| 1933      | Alfa Romeo 8C 2300LM        | Louis Chiron Luigi Chinetti                         |                                         |                                         |
| 1934      | Bugatti Type 44             | Jean Desvignes Norbert Mahé                         |                                         |                                         |
| 1935      | dirke ni bilo               |                                                     |                                         |                                         |
| 1936      | Alfa Romeo 8C 2900A         | Francesco Severi Raymond Sommer                     |                                         |                                         |
| 1937      | dirke ni bilo               |                                                     |                                         |                                         |
| 1938      | Alfa Romeo 8C 2900B         | Carlo Pintacuda Francesco Severi                    |                                         |                                         |
| 1939 1947 | No races held               |                                                     |                                         |                                         |
| 1948      | Aston Martin 2-Litre Sports | St John Horsfall Leslie Johnson                     |                                         |                                         |
| 1949      | Ferrari 166MM               | Luigi Chinetti Jean Lucas                           |                                         |                                         |
| 1950 1952 | No races held               |                                                     |                                         |                                         |
| 1953      | Ferrari 375MM Pinin         | Giuseppe Farina Mike Hawthorn                       | Svetovno prvenstvo športnih dirkalnikov | Svetovno prvenstvo športnih dirkalnikov |
| 1964      | Mercedes-Benz 300SE         | Robert Crevits Gustave Gosselin                     | 3962,100                                | 164,825                                 |
| 1965      | BMW 1800                    | Pascal Ickx Gérard Langlois van Ophem               | 3812,591                                | 158,855                                 |
| 1966      | BMW 2000ti                  | Hubert Hahne Jacky Ickx                             | 4048,368                                | 168,681                                 |
| 1967      | Porsche 911                 | Jean-Pierre Gaban Norbert Van Assche                | 4052,883                                | 168,867                                 |
| 1968      | Porsche 911                 | Erwin Kremer Willi Kauhsen Helmut Kelleners         | 4004,827                                | 166,867                                 |
| 1969      | Porsche 911                 | Guy Chasseuil Claude Ballot-Lena                    | 4272,231                                | 187,006                                 |
| 1970      | BMW 2800CS                  | Günther Huber Helmut Kelleners                      | 4252,407                                | 177,183                                 |
| 1971      | Ford Capri RS               | Dieter Glemser Alex Soler-Roig                      | 4385,100                                | 182,690                                 |
| 1972      | Ford Capri RS 2600          | Jochen Mass Hans-Joachim Stuck                      | 4498,436                                | 187,431                                 |
| 1973      | BMW 3.0 CSL                 | Toine Hezemans Dieter Quester                       | 4422,980                                | 184,290                                 |
| 1974      | BMW 3.0 CSi                 | Jean Xhenceval Alain Peltier Pierre Dieudonné       | 4147,289                                | 172,804                                 |
| 1975      | BMW 3.0 CSi                 | Pierre Dieudonné Jean Xhenceval Hughes de Fierlandt | 4249,270                                | 177,053                                 |
| 1976      | BMW 3.0 CSL                 | Jean-Marie Detrin Nico Demuth Charles Van Stolle    | 4087,904                                | 170,329                                 |
| 1977      | BMW 530i                    | Eddy Joosen Jean-Claude Andruet                     | 4083,835                                | 170,159                                 |
| 1978      | Ford Capri III 3.0S         | Gordon Spice Teddy Pilette                          | 4315,594                                | 179,816                                 |

## 7 km dirkališče
| Leto | Dirkalnik                 | Dirkača (-i)                                                         | Razdalja | Povp. hitr. | Prvenstvo                               |
| ---- | ------------------------- | -------------------------------------------------------------------- | -------- | ----------- | --------------------------------------- |
| 1979 | Ford Capri III 3.0S       | Jean-Michel Martin Philippe Martin                                   | 3083,632 | 128,485     |                                         |
| 1980 | Ford Capri III 3.0S       | Jean-Michel Martin Philippe Martin                                   | 2952,318 | 123,013     |                                         |
| 1981 | Mazda RX-7                | Tom Walkinshaw Pierre Dieudonné                                      | 3183,952 | 132,737     | Svetovno prvenstvo športnih dirkalnikov |
| 1982 | BMW 528i                  | Hans Heyer Armin Hahne Eddy Joosen                                   | 3132,224 | 130,808     | European Touring Car Championship       |
| 1983 | BMW 635 CSi               | Thierry Tassin Hans Heyer Armin Hahne                                | 3333,726 | 130,808     | European Touring Car Championship       |
| 1984 | Jaguar XJS                | Tom Walkinshaw Hans Heyer Win Percy                                  | 3055,485 | 131,091     | European Touring Car Championship       |
| 1985 | BMW 635 CSI               | Roberto Ravaglia Gerhard Berger Marc Surer                           | 3470,000 | 144,344     | European Touring Car Championship       |
| 1986 | BMW 635 CSI               | Dieter Quester Thierry Tassin Altfrid Heger                          | 3463,060 | 144,232     | European Touring Car Championship       |
| 1987 | BMW M3                    | Jean-Michel Martin Didier Theys Eric van de Poele                    | 3338,140 | 139,908     | World Touring Car Championship          |
| 1988 | BMW M3                    | Altfrid Heger Dieter Quester Roberto Ravaglia                        | 3532,460 | 146,929     | European Touring Car Championship       |
| 1989 | Ford Sierra Cosworth      | Gianfranco Brancatelli Win Percy Bernd Schneider                     | 3338,140 | 139,130     |                                         |
| 1990 | BMW M3                    | Fabien Giroix Johnny Cecotto Markus Oestreich                        | 3247,920 | 135,330     |                                         |
| 1991 | Nissan Skyline GT-R       | Anders Olofsson David Brabham Naoki Hattori                          | 3587,980 | 149,456     |                                         |
| 1992 | BMW M3                    | Steve Soper Jean-Michel Martin Christian Danner                      | 3560,220 | 148,947     |                                         |
| 1993 | Porsche 911 RSR           | Christian Fittipaldi Uwe Alzen Jean-Pierre Jarier                    | 2154,904 | 144,667     |                                         |
| 1994 | BMW 318is                 | Roberto Ravaglia Thierry Tassin Alexander Burgstaller                | 3625,960 | 151,047     |                                         |
| 1995 | BMW 320i                  | Joachim Winkelhock Steve Soper Peter Kox                             | 3612,532 | 150,531     |                                         |
| 1996 | BMW 320i                  | Jörg Müller Thierry Tassin Alexander Burgstaller                     | 3507,821 | 145,956     |                                         |
| 1997 | BMW 320i                  | Didier de Radigues Marc Duez Eric Hélary                             | 3372,680 | 140,252     |                                         |
| 1998 | BMW 318i                  | Marc Duez Eric van de Poele Alain Cudini                             | 3344,807 | 139,344     |                                         |
| 1999 | Peugeot 306 GTI           | Frédéric Bouvy Emmanuel Collard Anthony Beltoise                     | 3428,427 | 142,588     |                                         |
| 2000 | Peugeot 306 GTI           | Frédéric Bouvy Kurt Mollekens Didier Defourny                        | 3330,870 | 138,686     |                                         |
| 2001 | Chrysler Viper GTS-R      | Christophe Bouchut Jean-Philippe Belloc Marc Duez                    | 3679,104 | 152,999     | FIA GT Championship                     |
| 2002 | Chrysler Viper GTS-R      | Christophe Bouchut Sébastien Bourdais David Terrien Vincent Vosse    | 3654,059 | 152,019     | FIA GT Championship                     |
| 2003 | Porsche 996 GT3-RS        | Stéphane Ortelli Marc Lieb Romain Dumas                              | 3327,613 | 138,557     | FIA GT Championship                     |
| 2004 | Ferrari 550 Maranello     | Luca Cappellari Fabrizio Gollin Lilian Bryner Enzo Calderari         | 3888,144 | 161,974     | FIA GT Championship                     |
| 2005 | Maserati MC12             | Michael Bartels Timo Scheider Eric van de Poele                      | 4000,896 | 166,638     | FIA GT Championship                     |
| 2006 | Maserati MC12             | Michael Bartels Andrea Bertolini Eric van de Poele                   | 4092,961 | 171,034     | FIA GT Championship                     |
| 2007 | Chevrolet Corvette C6.R   | Mike Hezemans Fabrizio Gollin Jean-Denis Deletraz Marcel Fässler     | 3726,660 | 155,241     | FIA GT Championship                     |
| 2008 | Maserati MC12             | Michael Bartels Andrea Bertolini Eric van de Poele Stéphane Sarrazin | 4041,885 | 168,096     | FIA GT Championship                     |
| 2009 | Chevrolet Corvette C6.R   | Anthony Kumpen Kurt Mollekens Mike Hezemans Jos Menten               | 3915.236 | 163.128     | FIA GT Championship                     |
| 2010 | Porsche 997 GT3-RSR       | Romain Dumas Martin Ragginger Jörg Bergmeister Wolf Henzler          | 3789.164 | 157.832     | FIA GT2 European Cup                    |
| 2011 | Audi R8 LMS               | Greg Franchi Timo Scheider Mattias Ekström                           | 3817.180 | 158.898     | Blancpain Endurance Series              |
| 2012 | Audi R8 LMS ultra         | Andrea Piccini Rene Rast Frank Stippler                              | 3565.036 |             | Blancpain Endurance Series              |
| 2013 | Mercedes-Benz SLS AMG GT3 | Bernd Schneider Maximilian Götz Maximilian Buhk                      | 3950.256 |             | Blancpain Endurance Series              |
| 2014 | Audi R8 LMS ultra         | Laurens Vanthoor René Rast Markus Winkelhock                         | 3691.108 |             | Blancpain Endurance Series              |